# NGC 137

NGC 137

NGC 137 أو إن جي سي 137 هيَ مجرة محدبة تُقع في كوكبة الحوت. تم اكتشافها في 23 نوفمبر 1785 على يد الفَلكي ويليام هيرشل.